# Amerikatsi
Amerikatsi (in armeno: Ամերիկացի,romanizzato: Amerikats'i) è un film commedia-drammatico  del 2022, scritto, montato, diretto e interpretato da Michael A. Goorjian. 
Il protagonista del film è un armeno-americano che rimpatria nella Repubblica Socialista Sovietica Armena dopo la seconda guerra mondiale e finisce in una prigione sovietica. Amerikatsi parla di speranza e dell'arte di sopravvivere nelle condizioni peggiori.
Sarà distribuito nelle sale cinematografiche italiane a partire dal 16 gennaio 2025.

## Trama
Charlie Bakhchinyan, rimpatriato armeno-americano, viene arrestato per l'assurdo crimine di indossare una cravatta nell'Armenia sovietica. Solo in isolamento, scopre presto di poter vedere l'interno di un condominio vicino alla prigione dalla finestra della sua cella. Osservando la coppia armena nativa che vive nell'appartamento, giorno dopo giorno, Charlie scopre presto tutto ciò per cui è tornato in Armenia.

## Riconoscimenti
Il film è stato presentato in anteprima al Woodstock Film Festival nel 2022, vincendo il premio come miglior lungometraggio narrativo. L'Armenian Film Society ha tenuto un'ulteriore anteprima per il film al suo Armenian Film Festival del 2023 a Glendale, in California. Il film, inoltre, è stato anche selezionato come candidato armeno per il miglior lungometraggio internazionale alla 96a edizione dei Premi Oscar.